# Ina Ray Hutton
Ina Ray Hutton, właśc. Odessa Cowan, ps. „The Blond Bombshell of Rhythm” (ur. 13 marca 1916 w Chicago, zm. 19 lutego 1984 w Venturze) – amerykańska wokalistka i bandliderka jazzowa, oraz tancerka. Prowadziła jeden z pierwszych całkowicie żeńskich big-bandów.

## Życiorys
Jej ojciec, Odie, zajmował się sprzedażą obwoźną. Natomiast matka, Marvel Ray z d. Williams, była gospodynią domową oraz pianistką, grywającą w salach tanecznych i hotelowych salach balowych. Odessa dorastała wraz z młodszą, przyrodnią siostrą – June, która również została znaną wokalistką – w Woodlawn, czarnej dzielnicy w południowym Chicago. Przez całą karierę uchodziła za białą, ale dokonane w XXI wieku badania jej danych w amerykańskich spisach ludności wykazały, że w 1920 odnotowano ją jako „Mulatkę”, a w 1930 – „Murzynkę”.
W wieku siedmiu lat zaczęła tańczyć i śpiewać na scenie. Jej nauczycielką tańca była znana w Chicago afroamerykańska choreografka Hazel Thompson Davis. Mając lat czternaście, zadebiutowała na Broadwayu. Występowała w rewiach George’a White’a Melody, Never Had an Education i Scandals. Od 1932 tańczyła i śpiewała w Ziegfeld Follies. W 1934 poznała impresaria jazzowego Irvinga Millsa, który powołał całkowicie żeński big-band i zaproponował jej rolę solistki–dyrygentki. Skłonił ją też do zmiany nazwiska na „Hutton”, które wówczas było głośne za sprawą Barbary Hutton, dziedziczki fortuny Woolworths. Orkiestra pn. Ina Ray Hutton and Her Melodears błyskawicznie odniosła sukces. Piękna bandliderka, ubrana często w skąpe kostiumy, stepująca i z nieodłączną batutą w dłoni, szybko została nazwana „Blond Bombą Rytmu” („The Blonde Bombshell of Rhythm”), stając się ówczesnym symbolem seksu. Sprzedaję mój koncert jako program muzyczny, a nie ze względu na seksapil – powiedziała. Ale jeśli krągłości przyciągają publiczność, tym lepiej. Miesięcznik jazzowy „DownBeat” doniósł, że miała przeszło czterysta kostiumów scenicznych. Przez pięć lat big-band odbywał częste trasy koncertowe po całym kraju, które cieszyły się dużą popularnością. Wystąpił w kilku krótkometrażowych filmach muzycznych, wyprodukowanych przez wytwórnię Paramount: Feminine Rhythm (1935), Accent on Girls (1936) i Swing, Hutton, Swing (1937). W 1935 Melodears pojawiły się także w filmie fabularnym – komedii Wielka transmisja z 1936 roku w reż. Normana Tauroga z Bingiem Crosbym w roli głównej. Orkiestra przed rozwiązaniem w 1939 nagrała tylko sześć utworów śpiewanych przez liderkę. Ina Ray Hutton and Her Melodears dały początek powstaniu wielu orkiestr żeńskich w latach 40., kiedy mężczyźni szli do wojska podczas II wojny światowej.
Tuż po rozwiązaniu Melodears, jeszcze w 1939 założyła nowy big-band – Ina Ray Hutton Orchestra, tym razem w całkowicie męskim składzie. Grało w nim wielu znanych muzyków, m.in. saksofoniści Serge Chaloff i George Paxton, oraz pianista i instruktor śpiewu (vocal coach) Hal Schaefer. Orkiestra nagrywała dla wytwórni Elite i OKeh oraz występowała w programach radiowych. W 1944 Ina wraz z zespołem zagrała główną rolę w komedii fabularnej Ever Since Venus w reż. Arthura Dreifussa. W latach 40. prowadziła z przerwami kilka orkiestr, aż wreszcie, zniechęcona niezmiennym szufladkowaniem jej jako „atrakcyjnej nowości estradowej”, oznajmiła, że kończy ze „blichtrem”. W następnym dziesięcioleciu już jako brunetka występowała z nową żeńską orkiestrą w cyklicznym programie telewizji NBC „The Ina Ray Hutton Show”, który pięciokrotnie zdobył nagrodę Emmy. Nagrywała niewiele. Podczas całej kariery zarejestrowała tylko osiemnaście utworów.
W 1968 zakończyła karierę. Chorowała na cukrzycę. Zmarła wskutek komplikacji z nią związanych w szpitalu komunalnym w kalifornijskiej Venturze. Miała 67 lat. Została pochowana na miejscowej nekropolii Ivy Lawn Memorial Park.

### Małżeństwa
Miała pięciu mężów, ale pozostała bezdzietna. W lipcu 1939 wyszła za obwoźnego sprzedawcę Charlesa Doerwalda, którego rozwód z pierwszą żoną okazał się prawnie wątpliwy i małżeństwo z Iną zostało unieważnione. W październiku 1943 poślubiła Louisa P. Parisotto, saksofonistę z jej big-bandu. Para rozwiodła się w grudniu 1946. Jej trzecim mężem został w kwietniu 1949 trębacz i bandlider Randy Brooks. Rozwiodła się z nim w czerwcu 1957. W maju 1958 poślubiła właściciela salonu piękności w Las Vegas – Michaela Antera, z którym rozwiodła się w 1960. Jej ostatnim, piątym mężem był John „Jack” Franklin Curtis, producent narzędzi. Ich małżeństwo trwało od kwietnia 1963 do grudnia 1979.

## Wybrana dyskografia
- 1977 Spotlight on Blue Barron, Xavier Cugat and Ina Ray Hutton (Joyce) – LP, kompilacja
- 2011 Ina Ray Hutton – The Definitive Collection 1934–1944 (Fantastic Voyage) – 3 CD, kompilacja

Zestawienie wg dat wydania płyt